# Gustaaf IV Adolf van Zweden
Gustaaf IV Adolf (Stockholm, 1 november 1778 - Sankt Gallen, 7 februari 1837) was koning van Zweden van 1792 tot zijn abdicatie in 1809. Hij was een zoon van koning Gustaaf III van Zweden en diens vrouw koningin Sophia Magdalena van Denemarken, de oudste dochter van Frederik V van Denemarken en Louise van Groot-Brittannië. Hij was de laatste Zweedse koning die over Finland regeerde.

## Jeugd en uithuwelijking
Hij werd geboren op 1 november 1778 in Stockholm. Hij was het eerst geboren kind van koning Gustaaf III en koningin Sophia Magdalena. Zijn grootouders aan vaderskant waren koning Adolf Frederik van Zweden en koningin Louisa Ulrika van Pruisen die een jongere zus van koning Frederik II van Pruisen was. Gustaaf Adolf had één jongere broer: prins Karel Gustaaf (1782-1783). Er werd in die tijd beweerd dat niet koning Gustaaf III zijn biologische vader was, maar wel de Zweedse edelman, in die tijd Baron en later Graaf, Adolf Frederik Munck van Fulkila. Dit is echter nooit officieel bevestigd. Hij werd opgevoed door zijn vader en door de liberaal denkende Nils Rosén von Rosenstein.
Op 16 maart 1792 werd zijn vader koning Gustaaf III door Jacob Johan Anckarström neergeschoten in de Koninklijke Opera te Stockholm, alwaar de koning op 29 maart overleed. Toen werd de jonge Gustaaf Adolf koning onder het regentschap van zijn oom, hertog Karel van Södermanland, prins van Zweden. In augustus 1796 werd er door zijn oom en diens regenten voor de jonge Gustaaf Adolf een reis naar Sint-Petersburg geregeld. Hertog Karel en tsarina Catharina II van Rusland (een nicht van Karel) hoopten hem uit te huwelijken aan de oudste kleindochter van Catharina, grootvorstin Alexandra Paulowna (1783-1801). Toen Gustaaf in augustus 1796 arriveerde in het Keizerrijk Rusland werden hij en Alexandra meteen verliefd op elkaar. Het werd beschreven als liefde op het eerste gezicht. Desondanks werd het huwelijk toch afgezegd. Dit kwam doordat Gustaaf Adolf geen koningin wilde met het Russisch-orthodoxe geloof.

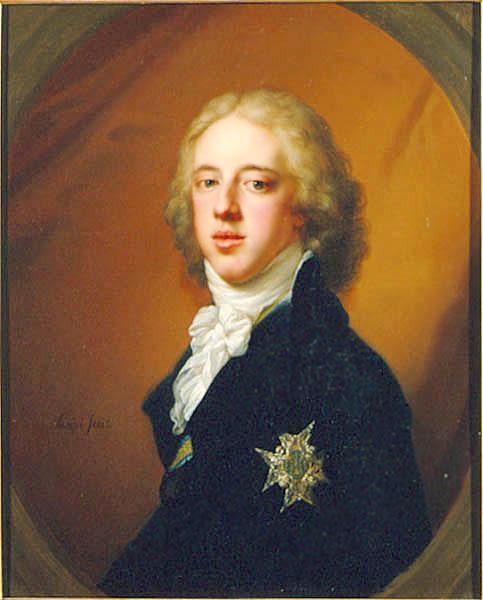
Koning Gustaaf IV Adolf van Zweden, geschilderd door Johann Baptist Lampi de Oude.

Gustaaf Adolf huwde op 31 oktober 1797 met prinses Frederika Dorothea Wilhelmina van Baden, een dochter van Karel Lodewijk van Baden en Amalia van Hessen-Darmstadt. Dit huwelijk bracht de relaties met Rusland in gevaar en er werd gevreesd voor een oorlog. Maar de haat die Gustaaf Adolf deelde met tsaar Paul I van Rusland tegen de Eerste Franse Republiek bracht de landen juist dichter bij elkaar. Zijn vrouw was een jongere zus van Louise van Baden, de vrouw van tsaar Alexander I van Rusland, in Rusland beter bekend onder haar Russische naam Elisabeta Aleksejevna (Елизавета Алексеевна).

## Regering
Bij zijn meerderjarigheid in 1796 ontsloeg hij de ministers van zijn oom en voerde hij een reactionaire politiek. Uitgangspunt was onder meer een landbouweconomie en een buitenlandse politiek tegen de Franse Revolutie. Zo werd hij lid van de Derde Coalitie tegen keizer Napoleon I van Frankrijk. Zijn campagne ging slecht en Zweeds Pommeren werd door de Fransen bezet. Toen zijn bondgenoot, Rusland, vrede sloot en een alliantie maakte met Frankrijk in Tilsit (Vrede van Tilsit) in 1807, bleven alleen Zweden, het Portugal van koningin Maria I en het Groot-Brittannië van koning George III nog over als vijanden van Frankrijk. Op 21 februari 1808 vielen de Russische troepen Finland binnen. Finland bestond toen uit Zweedse provincies. De Russen vielen Finland binnen om Zweden te dwingen toe te treden tot Napoleons Continentale stelsel, een maatregel die alleen gericht was tegen Engeland (1806-1814). Niet lang daarna verklaarde ook Denemarken-Noorwegen de oorlog aan Zweden. Amper een paar maand later was bijna geheel Finland al verloren aan de Russen. Als gevolg van de oorlog werd Zweden gedwongen, tijdens het Verdrag van Hamina, dat werd gesloten op 17 september 1809, het oostelijke deel van Zweden af te staan aan Rusland. Niet lang daarna werd het Grootvorstendom Finland opgericht. De titel groothertog werd gegeven aan tsaar Alexander I van Rusland.

## Revolutie en gedwongen abdicatie
Het despotisme van de koning, zijn geestelijke instabiliteit, en zijn vrome en desastreuze politiek leidden tot zijn afzetting door middel van een samenzwering van legerofficieren. Op 13 maart 1809 lukte het zeven van de samenzweerders, geleid door Carl Johan Adlercreutz, om door te breken in de Koninklijke appartementen van het paleis. Ze namen de koning en de koningin en hun kinderen gevangen. Hij en zijn familie werden gevangengezet in het kasteel Gripsholm. De kroon ging over op zijn oom Karel (die als Karel XIII de troon besteeg) en deze sloot vrede met Rusland. De erfgenamen van Gustaaf Adolf werden uitgesloten van troonopvolging. Gustaaf reisde onder andere onder het pseudoniem van Kolonel Gustafsson en bracht de rest van zijn leven door in ballingschap.
In 1810 vestigde hij zich in Bazel. Tussen 1812 en 1818 woonde hij in Duitsland. Vervolgens begon hij aan een zwervend leven. In 1824 bezocht hij Samuel Iperusz Wiselius in Amsterdam aan de Nieuwe Herengracht. Hij stierf in 1837 aan een beroerte in de herberg zum Weissen Rössli in het Zwitserse Sankt Gallen. In Zweden regeerde op dat moment koning Karel XIV Johan (Jean-Baptiste Jules Bernadotte), ooit maarschalk van Frankrijk onder de door Gustaaf Adolf verwenste Napoleon.

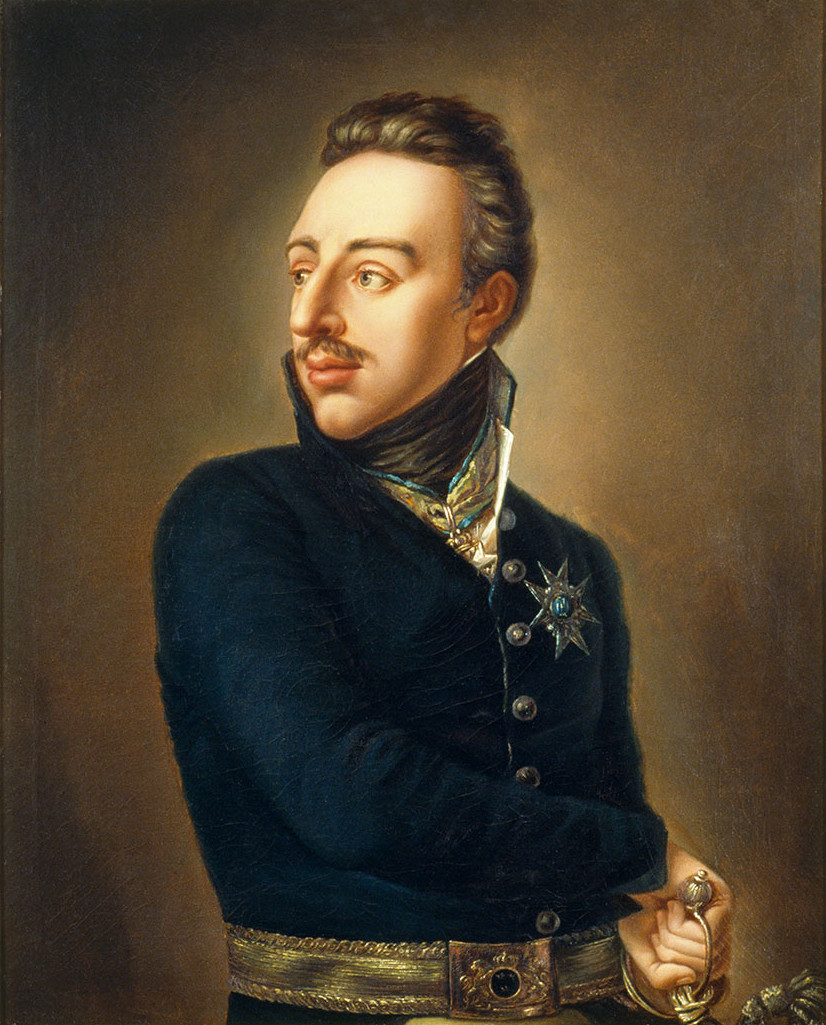
Koning Gustaaf Adolf

## Huwelijk en kinderen
Uit het huwelijk van Gustaaf Adolf en Frederika van Baden werden vijf kinderen geboren:
- Gustaaf (9 november 1799 - 5 augustus 1877), was kroonprins van Zweden. Hij was verloofd met prinses Marianne der Nederlanden, maar huwde later prinses Louise van Baden
- Sophia Wilhelmina (21 mei 1801 - 6 juli 1865), trad in het huwelijk met groothertog Leopold van Baden
- Karel Gustaaf (2 december 1802 - 10 september 1805)
- Amalia Maria (22 februari 1805 - 31 augustus 1853), bleef ongehuwd
- Cecilia (22 juni 1807 - 27 januari 1844), trad in het huwelijk met groothertog August van Oldenburg

Zijn zoon Gustaaf diende als officier in het leger van de Habsburgers van het keizerrijk Oostenrijk, hij trad in het huwelijk maar zou nooit een zoon krijgen, wel kreeg hij een dochter, de latere koningin Carola van Saksen, de vrouw van koning Albert I van Saksen. Dochter Sophia Wilhelmina trad in het huwelijk met groothertog Leopold van Baden en hun kleindochter, prinses Victoria van Baden, huwde de latere Bernadotte-koning Gustaaf V van Zweden. De huidige koning Karel XVI Gustaaf van Zweden is dus een nakomeling van koning Gustaaf IV Adolf. In 1812 werd de scheiding tussen Gustaaf en zijn vrouw Frederika een feit. Na zijn huwelijk had Gustaaf Adolf vele minnaressen, onder wie Maria Schlegel. Zij schonk hem een zoon, Adolf Gustafsson.

## Kwartierstaat
| Christiaan August van Sleeswijk-Holstein-Gottorp (1673-1726) | Christiaan August van Sleeswijk-Holstein-Gottorp (1673-1726) | Christiaan August van Sleeswijk-Holstein-Gottorp (1673-1726) | Christiaan August van Sleeswijk-Holstein-Gottorp (1673-1726) | Christiaan August van Sleeswijk-Holstein-Gottorp (1673-1726) | Christiaan August van Sleeswijk-Holstein-Gottorp (1673-1726) | Albertina Frederica van Baden-Durlach (1682-1755) | Albertina Frederica van Baden-Durlach (1682-1755) | Albertina Frederica van Baden-Durlach (1682-1755) | Albertina Frederica van Baden-Durlach (1682-1755) | Albertina Frederica van Baden-Durlach (1682-1755) | Albertina Frederica van Baden-Durlach (1682-1755) |                                    |                                    | Frederik Willem I van Pruisen (1688-1740) | Frederik Willem I van Pruisen (1688-1740) | Frederik Willem I van Pruisen (1688-1740) | Frederik Willem I van Pruisen (1688-1740) | Frederik Willem I van Pruisen (1688-1740) | Frederik Willem I van Pruisen (1688-1740) | Sophia Dorothea van Hannover (1687-1757) | Sophia Dorothea van Hannover (1687-1757) | Sophia Dorothea van Hannover (1687-1757) | Sophia Dorothea van Hannover (1687-1757) | Sophia Dorothea van Hannover (1687-1757) | Sophia Dorothea van Hannover (1687-1757) |  |  | Christiaan VI van Denemarken (1699-1746) | Christiaan VI van Denemarken (1699-1746) | Christiaan VI van Denemarken (1699-1746) | Christiaan VI van Denemarken (1699-1746) | Christiaan VI van Denemarken (1699-1746) | Christiaan VI van Denemarken (1699-1746) | Sophia Magdalena van Brandenburg-Bayreut (1700-1770) | Sophia Magdalena van Brandenburg-Bayreut (1700-1770) | Sophia Magdalena van Brandenburg-Bayreut (1700-1770) | Sophia Magdalena van Brandenburg-Bayreut (1700-1770) | Sophia Magdalena van Brandenburg-Bayreut (1700-1770) | Sophia Magdalena van Brandenburg-Bayreut (1700-1770) |                                             |                                             | George II van Groot-Brittannië (1683-1760)  | George II van Groot-Brittannië (1683-1760)  | George II van Groot-Brittannië (1683-1760) | George II van Groot-Brittannië (1683-1760) | George II van Groot-Brittannië (1683-1760) | George II van Groot-Brittannië (1683-1760) | Caroline van Brandenburg-Ansbach (1683-1737) | Caroline van Brandenburg-Ansbach (1683-1737) | Caroline van Brandenburg-Ansbach (1683-1737) | Caroline van Brandenburg-Ansbach (1683-1737) | Caroline van Brandenburg-Ansbach (1683-1737) | Caroline van Brandenburg-Ansbach (1683-1737) |  |  |  |  |  |  |  |  |  |  |  |  |  |  |  |  |  |  |  |  |  |  |  |  |  |  |  |  |  |  |  |  |  |  |  |  |  |  |  |  |  |  |  |  |  |  |  |  |
| Christiaan August van Sleeswijk-Holstein-Gottorp (1673-1726) | Christiaan August van Sleeswijk-Holstein-Gottorp (1673-1726) | Christiaan August van Sleeswijk-Holstein-Gottorp (1673-1726) | Christiaan August van Sleeswijk-Holstein-Gottorp (1673-1726) | Christiaan August van Sleeswijk-Holstein-Gottorp (1673-1726) | Christiaan August van Sleeswijk-Holstein-Gottorp (1673-1726) | Albertina Frederica van Baden-Durlach (1682-1755) | Albertina Frederica van Baden-Durlach (1682-1755) | Albertina Frederica van Baden-Durlach (1682-1755) | Albertina Frederica van Baden-Durlach (1682-1755) | Albertina Frederica van Baden-Durlach (1682-1755) | Albertina Frederica van Baden-Durlach (1682-1755) |                                    |                                    | Frederik Willem I van Pruisen (1688-1740) | Frederik Willem I van Pruisen (1688-1740) | Frederik Willem I van Pruisen (1688-1740) | Frederik Willem I van Pruisen (1688-1740) | Frederik Willem I van Pruisen (1688-1740) | Frederik Willem I van Pruisen (1688-1740) | Sophia Dorothea van Hannover (1687-1757) | Sophia Dorothea van Hannover (1687-1757) | Sophia Dorothea van Hannover (1687-1757) | Sophia Dorothea van Hannover (1687-1757) | Sophia Dorothea van Hannover (1687-1757) | Sophia Dorothea van Hannover (1687-1757) |  |  | Christiaan VI van Denemarken (1699-1746) | Christiaan VI van Denemarken (1699-1746) | Christiaan VI van Denemarken (1699-1746) | Christiaan VI van Denemarken (1699-1746) | Christiaan VI van Denemarken (1699-1746) | Christiaan VI van Denemarken (1699-1746) | Sophia Magdalena van Brandenburg-Bayreut (1700-1770) | Sophia Magdalena van Brandenburg-Bayreut (1700-1770) | Sophia Magdalena van Brandenburg-Bayreut (1700-1770) | Sophia Magdalena van Brandenburg-Bayreut (1700-1770) | Sophia Magdalena van Brandenburg-Bayreut (1700-1770) | Sophia Magdalena van Brandenburg-Bayreut (1700-1770) |                                             |                                             | George II van Groot-Brittannië (1683-1760)  | George II van Groot-Brittannië (1683-1760)  | George II van Groot-Brittannië (1683-1760) | George II van Groot-Brittannië (1683-1760) | George II van Groot-Brittannië (1683-1760) | George II van Groot-Brittannië (1683-1760) | Caroline van Brandenburg-Ansbach (1683-1737) | Caroline van Brandenburg-Ansbach (1683-1737) | Caroline van Brandenburg-Ansbach (1683-1737) | Caroline van Brandenburg-Ansbach (1683-1737) | Caroline van Brandenburg-Ansbach (1683-1737) | Caroline van Brandenburg-Ansbach (1683-1737) |  |  |  |  |  |  |  |  |  |  |  |  |  |  |  |  |  |  |  |  |  |  |  |  |  |  |  |  |  |  |  |  |  |  |  |  |  |  |  |  |  |  |  |  |  |  |  |  |
|                                                              |                                                              |                                                              |                                                              |                                                              |                                                              |                                                   |                                                   |                                                   |                                                   |                                                   |                                                   |                                    |                                    |                                           |                                           |                                           |                                           |                                           |                                           |                                          |                                          |                                          |                                          |                                          |                                          |  |  |                                          |                                          |                                          |                                          |                                          |                                          |                                                      |                                                      |                                                      |                                                      |                                                      |                                                      |                                             |                                             |                                             |                                             |                                            |                                            |                                            |                                            |                                              |                                              |                                              |                                              |                                              |                                              |  |  |  |  |  |  |  |  |  |  |  |  |  |  |  |  |  |  |  |  |  |  |  |  |  |  |  |  |  |  |  |  |  |  |  |  |  |  |  |  |  |  |  |  |  |  |  |  |
|                                                              |                                                              |                                                              |                                                              | Adolf Frederik van Zweden (1710-1771)                        | Adolf Frederik van Zweden (1710-1771)                        | Adolf Frederik van Zweden (1710-1771)             | Adolf Frederik van Zweden (1710-1771)             | Adolf Frederik van Zweden (1710-1771)             | Adolf Frederik van Zweden (1710-1771)             |                                                   |                                                   |                                    |                                    |                                           |                                           | Louisa Ulrika van Pruisen (1720-1782)     | Louisa Ulrika van Pruisen (1720-1782)     | Louisa Ulrika van Pruisen (1720-1782)     | Louisa Ulrika van Pruisen (1720-1782)     | Louisa Ulrika van Pruisen (1720-1782)    | Louisa Ulrika van Pruisen (1720-1782)    |                                          |                                          |                                          |                                          |  |  |                                          |                                          |                                          |                                          | Frederik V van Denemarken (1723-1766)    | Frederik V van Denemarken (1723-1766)    | Frederik V van Denemarken (1723-1766)                | Frederik V van Denemarken (1723-1766)                | Frederik V van Denemarken (1723-1766)                | Frederik V van Denemarken (1723-1766)                |                                                      |                                                      |                                             |                                             |                                             |                                             | Louise van Hannover (1724-1751)            | Louise van Hannover (1724-1751)            | Louise van Hannover (1724-1751)            | Louise van Hannover (1724-1751)            | Louise van Hannover (1724-1751)              | Louise van Hannover (1724-1751)              |                                              |                                              |                                              |                                              |  |  |  |  |  |  |  |  |  |  |  |  |  |  |  |  |  |  |  |  |  |  |  |  |  |  |  |  |  |  |  |  |  |  |  |  |  |  |  |  |  |  |  |  |  |  |  |  |
|                                                              |                                                              |                                                              |                                                              | Adolf Frederik van Zweden (1710-1771)                        | Adolf Frederik van Zweden (1710-1771)                        | Adolf Frederik van Zweden (1710-1771)             | Adolf Frederik van Zweden (1710-1771)             | Adolf Frederik van Zweden (1710-1771)             | Adolf Frederik van Zweden (1710-1771)             |                                                   |                                                   |                                    |                                    |                                           |                                           | Louisa Ulrika van Pruisen (1720-1782)     | Louisa Ulrika van Pruisen (1720-1782)     | Louisa Ulrika van Pruisen (1720-1782)     | Louisa Ulrika van Pruisen (1720-1782)     | Louisa Ulrika van Pruisen (1720-1782)    | Louisa Ulrika van Pruisen (1720-1782)    |                                          |                                          |                                          |                                          |  |  |                                          |                                          |                                          |                                          | Frederik V van Denemarken (1723-1766)    | Frederik V van Denemarken (1723-1766)    | Frederik V van Denemarken (1723-1766)                | Frederik V van Denemarken (1723-1766)                | Frederik V van Denemarken (1723-1766)                | Frederik V van Denemarken (1723-1766)                |                                                      |                                                      |                                             |                                             |                                             |                                             | Louise van Hannover (1724-1751)            | Louise van Hannover (1724-1751)            | Louise van Hannover (1724-1751)            | Louise van Hannover (1724-1751)            | Louise van Hannover (1724-1751)              | Louise van Hannover (1724-1751)              |                                              |                                              |                                              |                                              |  |  |  |  |  |  |  |  |  |  |  |  |  |  |  |  |  |  |  |  |  |  |  |  |  |  |  |  |  |  |  |  |  |  |  |  |  |  |  |  |  |  |  |  |  |  |  |  |
|                                                              |                                                              |                                                              |                                                              |                                                              |                                                              |                                                   |                                                   |                                                   |                                                   | Gustaaf III van Zweden (1746-1792)                | Gustaaf III van Zweden (1746-1792)                | Gustaaf III van Zweden (1746-1792) | Gustaaf III van Zweden (1746-1792) | Gustaaf III van Zweden (1746-1792)        | Gustaaf III van Zweden (1746-1792)        |                                           |                                           |                                           |                                           |                                          |                                          |                                          |                                          |                                          |                                          |  |  |                                          |                                          |                                          |                                          |                                          |                                          |                                                      |                                                      |                                                      |                                                      | Sophia Magdalena van Denemarken (1746-1813)          | Sophia Magdalena van Denemarken (1746-1813)          | Sophia Magdalena van Denemarken (1746-1813) | Sophia Magdalena van Denemarken (1746-1813) | Sophia Magdalena van Denemarken (1746-1813) | Sophia Magdalena van Denemarken (1746-1813) |                                            |                                            |                                            |                                            |                                              |                                              |                                              |                                              |                                              |                                              |  |  |  |  |  |  |  |  |  |  |  |  |  |  |  |  |  |  |  |  |  |  |  |  |  |  |  |  |  |  |  |  |  |  |  |  |  |  |  |  |  |  |  |  |  |  |  |  |
|                                                              |                                                              |                                                              |                                                              |                                                              |                                                              |                                                   |                                                   |                                                   |                                                   | Gustaaf III van Zweden (1746-1792)                | Gustaaf III van Zweden (1746-1792)                | Gustaaf III van Zweden (1746-1792) | Gustaaf III van Zweden (1746-1792) | Gustaaf III van Zweden (1746-1792)        | Gustaaf III van Zweden (1746-1792)        |                                           |                                           |                                           |                                           |                                          |                                          |                                          |                                          |                                          |                                          |  |  |                                          |                                          |                                          |                                          |                                          |                                          |                                                      |                                                      |                                                      |                                                      | Sophia Magdalena van Denemarken (1746-1813)          | Sophia Magdalena van Denemarken (1746-1813)          | Sophia Magdalena van Denemarken (1746-1813) | Sophia Magdalena van Denemarken (1746-1813) | Sophia Magdalena van Denemarken (1746-1813) | Sophia Magdalena van Denemarken (1746-1813) |                                            |                                            |                                            |                                            |                                              |                                              |                                              |                                              |                                              |                                              |  |  |  |  |  |  |  |  |  |  |  |  |  |  |  |  |  |  |  |  |  |  |  |  |  |  |  |  |  |  |  |  |  |  |  |  |  |  |  |  |  |  |  |  |  |  |  |  |
|                                                              |                                                              |                                                              |                                                              |                                                              |                                                              |                                                   |                                                   |                                                   |                                                   |                                                   |                                                   |                                    |                                    |                                           |                                           |                                           |                                           |                                           |                                           |                                          |                                          |                                          |                                          |                                          |                                          |  |  |                                          |                                          |                                          |                                          |                                          |                                          |                                                      |                                                      |                                                      |                                                      |                                                      |                                                      |                                             |                                             |                                             |                                             |                                            |                                            |                                            |                                            |                                              |                                              |                                              |                                              |                                              |                                              |  |  |  |  |  |  |  |  |  |  |  |  |  |  |  |  |  |  |  |  |  |  |  |  |  |  |  |  |  |  |  |  |  |  |  |  |  |  |  |  |  |  |  |  |  |  |  |  |
|                                                              |                                                              |                                                              |                                                              |                                                              |                                                              |                                                   |                                                   |                                                   |                                                   |                                                   |                                                   |                                    |                                    |                                           |                                           |                                           |                                           |                                           |                                           |                                          |                                          |                                          |                                          |                                          |                                          |  |  |                                          |                                          |                                          |                                          |                                          |                                          |                                                      |                                                      |                                                      |                                                      |                                                      |                                                      |                                             |                                             |                                             |                                             |                                            |                                            |                                            |                                            |                                              |                                              |                                              |                                              |                                              |                                              |  |  |  |  |  |  |  |  |  |  |  |  |  |  |  |  |  |  |  |  |  |  |  |  |  |  |  |  |  |  |  |  |  |  |  |  |  |  |  |  |  |  |  |  |  |  |  |  |
|                                                              |                                                              |                                                              |                                                              |                                                              |                                                              |                                                   |                                                   |                                                   |                                                   |                                                   |                                                   |                                    |                                    |                                           |                                           |                                           |                                           | Gustaaf IV Adolf van Zweden (1778-1837)   | Gustaaf IV Adolf van Zweden (1778-1837)   | Gustaaf IV Adolf van Zweden (1778-1837)  | Gustaaf IV Adolf van Zweden (1778-1837)  | Gustaaf IV Adolf van Zweden (1778-1837)  | Gustaaf IV Adolf van Zweden (1778-1837)  |                                          |                                          |  |  |                                          |                                          | Karel Gustaaf van Zweden (1782-1783)     | Karel Gustaaf van Zweden (1782-1783)     | Karel Gustaaf van Zweden (1782-1783)     | Karel Gustaaf van Zweden (1782-1783)     | Karel Gustaaf van Zweden (1782-1783)                 | Karel Gustaaf van Zweden (1782-1783)                 |                                                      |                                                      |                                                      |                                                      |                                             |                                             |                                             |                                             |                                            |                                            |                                            |                                            |                                              |                                              |                                              |                                              |                                              |                                              |  |  |  |  |  |  |  |  |  |  |  |  |  |  |  |  |  |  |  |  |  |  |  |  |  |  |  |  |  |  |  |  |  |  |  |  |  |  |  |  |  |  |  |  |  |  |  |  |

Erik VI · Olaf II · Anund Jacob · Emund · Stenkil · Erik VII · Erik VIII · Halsten · Haakon · Inge I · Sven · Erik Årsäll · Filips · Inge II · Ragnvald · Magnus · Sverker I · Erik IX · Karel VII · Knoet I · Sverker II · Erik X · Johan I · Erik XI · Knoet II · Waldemar I · Magnus I · Birger I · Magnus II · Albrecht · Margaretha · Erik XIII · Christoffel · Karel VIII · Christiaan I · Johan II · Christiaan II · Gustaaf I · Erik XIV · Johan III · Sigismund · Karel IX · Gustaaf II Adolf · Christina · Karel X Gustaaf · Karel XI · Karel XII · Ulrike Eleonora · Frederik · Adolf Frederik · Gustaaf III · Gustaaf IV Adolf · Karel XIII · Karel XIV Johan · Oscar I · Karel XV · Oscar II · Gustaaf V · Gustaaf VI Adolf · Carl Gustaf XVI
- Bibsys: 98004702
- Bibliothèque nationale de France: cb10686977c (data)
- Gemeinsame Normdatei: 122651634
- International Standard Name Identifier: 0000 0001 0823 5697
- KulturNav: 0ba0e485-80a7-41e9-86b1-fbeb9ae8d4e6
- Library of Congress Control Number: no89014848
- Nationale Bibliotheek van Tsjechië: mzk2006348630
- Nationale Bibliotheek van Israël: 987007594656305171
- Nationale Bibliotheek van Polen: a0000001243021
- Nederlandse Thesaurus van Auteursnamen: 070529973
- RKD-Nederlands Instituut voor Kunstgeschiedenis: 76223
- Istituto Centrale per il Catalogo Unico: SBNV079226
- LIBRIS: 213864
- SNAC: w69g7nx2
- Système universitaire de documentation: 111032636
- Museum of New Zealand Te Papa Tongarewa: 68734
- Union List of Artist Names: 500111135
- Virtual International Authority File: 96515208
- WorldCat: E39PBJkMGqpfpXtGMKGQMD3G73